# União AC (Tocantins)
União AC is een Braziliaanse voetbalclub uit Araguaína in de staat Tocantins.

## Geschiedenis
De club werd in 1992 opgericht als União Atlética Araguainense en nam in 1993 deel aan de allereerste editie van de staatscompetitie. Na een voorlaatste plaats in het eerste seizoen werden ze in 1994 staatskampioen, nadat ze in de finale twee keer Tocantins versloegen. De club nam datzelfde jaar nog deel aan de nationale Série C en werd laatste zijn zijn groep. De volgende twee seizoenen eindigde de club in de subtop en in 1995 won de club ook de eerste editie van de Copa Tocantins. Na het seizoen 1996 trok de club zich terug uit het profvoetbal.
In 2021 nam de club weer het profstatuut aan en verhuisde naar Carmolândia onder de naam União Atlética Carmolandense. De club nam deel aan de Segunda Divisão 2021 en werd daar kampioen. In 2023 keerde de club terug naar Araguaína en nam de huidige naam aan. In 2024 en 2025 werd de club staatskampioen.

## Erelijst
Campeonato Tocantinense
1994, 2024, 2025
Copa Tocantins
1995